# Harry Crerar
Henry Duncan Graham Crerar, detto Harry (Hamilton, 28 aprile 1888 – Ottawa, 1º aprile 1965), è stato un generale canadese.
Ufficiale di stato maggiore formatosi durante la prima guerra mondiale e il periodo interbellico, allo scoppio della seconda guerra mondiale fu inizialmente al comando del quartier generale delle forze canadesi nel Regno Unito, ma nel luglio del 1940 divenne Comandante dell'Esercito canadese. Desideroso di un comando sul campo, nell'aprile 1942 fu messo al comando del I Canadian Corps che, dal novembre 1943, guidò brevemente nel corso della campagna d'Italia; dal marzo 1944 assunse il comando della First Canadian Army nel Regno Unito, che guidò dal luglio dello stesso anno durante le operazioni belliche in Normandia e nel nord della Francia. Nel febbraio 1945 comandò le forze anglo-canadesi impegnate nella campagna della Renania, per poi guidare la First Canadian Army nelle operazioni finali per la liberazione dei Paesi Bassi settentrionali; abile ed esperto come ufficiale di stato maggiore, Crerar fu però giudicato come un mediocre comandante di truppe sul campo.
Ritiratosi dall'esercito nel 1946, nel dopoguerra svolse incarichi diplomatici per conto del governo canadese.

## Biografia

### La prima guerra mondiale e il periodo interbellico
Crerar nacque a Hamilton in Canada, figlio di un avvocato, Peter Crerar, e di Marion Siston. Negli anni giovanili studiò all'Upper Canada College di Toronto nonché in un collegio di Losanna in Svizzera, prima di entrare nell'agosto 1906 al Royal Military College of Canada di Kingston per studiare come allievo ufficiale. Diplomatosi nel giugno 1909 con il grado di tenente, servì in forza al Royal Regiment of Canadian Artillery come ufficiale della 4th Field Battery di stanza ad Hamilton, parte della Non-Permanent Active Militia (la forza militare part-time di difesa territoriale canadese); nello stesso periodo, alternò il suo servizio militare con il lavoro di ingegnere presso la Hydro-Electric Power Commission of Ontario, ente pubblico canadese di distribuzione dell'energia elettrica.
Dopo lo scoppio della prima guerra mondiale, Crear si offrì volontario per il servizio oltremare con la Canadian Expeditionary Force: promosso capitano nel settembre 1914, nell'ottobre seguente fu inviato nel Regno Unito con il resto della sua 4th Field Battery (rinumerata come 11th Battery) per prestare servizio con la 1st Canadian Infantry Division, inviata sul fronte occidentale nel febbraio 1915. Durante il conflitto Crerar servì con distinzione come ufficiale di artiglieria, ottenendo la promozione al grado di maggiore e l'onorificenza del Distinguished Service Order; alla fine della guerra nel novembre 1918, Crear aveva ottenuto il brevetto di tenente colonnello e prestava servizio come ufficiale di stato maggiore del Canadian Corps in Francia. Dopo la guerra Crerar decise di proseguire la carriera militare, entrando in forza alla Permanent Active Militia (la forza militare professionale canadese in servizio permanente, divenuta Canadian Army nel 1940); assegnato allo stato maggiore canadese di Ottawa, nel giugno 1923 frequentò i corsi di formazione dello Staff College di Camberley in Inghilterra per poi, nell'aprile 1925, ricoprire la carica di rappresentante canadese presso il War Office britannico. Rientrato in Canada due anni più tardi, comandò per breve tempo una batteria d'artiglieria della Royal Canadian Horse Artillery per poi, dal gennaio 1928, insegnare tattica presso il Royal Military College of Canada; dall'aprile 1929 Crerar servì come ufficiale di stato maggiore presso il National Defence Headquarters di Ottawa, lavorando a un vasto piano di riorganizzazione delle forze armate canadesi.
Dopo aver guidato, nel febbraio 1932, la delegazione canadese presso la Conferenza per il disarmo di Ginevra, dal maggio 1934 Crerar studiò presso l'Imperial Defence College, prestigiosa scuola di studi militari di Londra; rientrato in Canada, dal gennaio 1935 ricoprì la posizione di direttore delle operazioni militari e d'intelligence presso il National Defence Headquarters, facendosi la reputazione di brillante ufficiale di stato maggiore. Dopo aver rappresentato il Canada alla Imperial Conference di Londra del maggio-giugno 1937, nell'agosto 1938 Crerar ottenne una promozione al grado di generale di brigata e ricoprì la posizione di comandante del Royal Military College of Canada.

### La seconda guerra mondiale

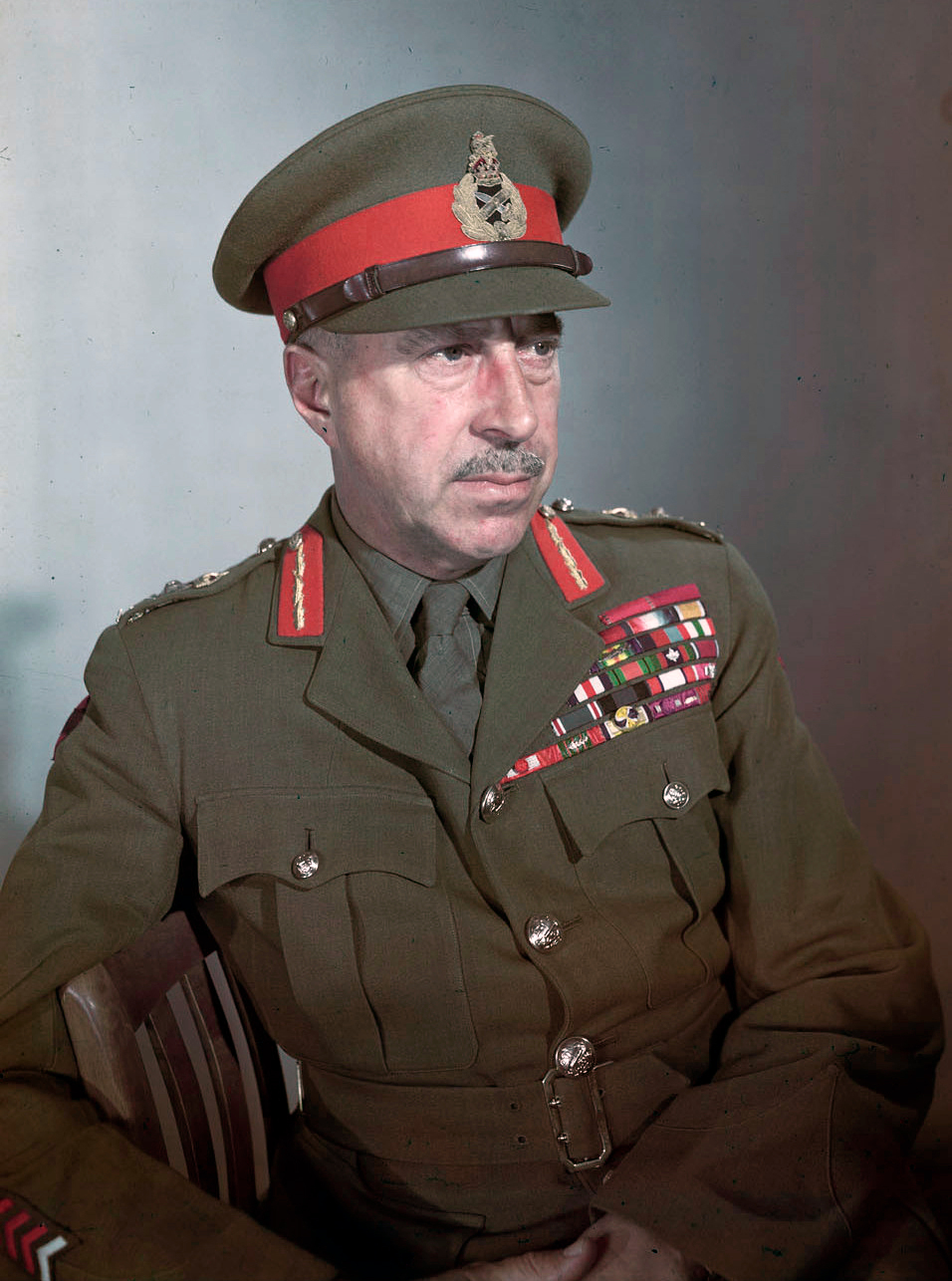
Crerar durante il periodo della seconda guerra mondiale

Dopo lo scoppio del secondo conflitto mondiale e l'entrata in guerra del Canada nel settembre 1939, Crerar fu inviato a Londra per assumere il comando del quartier generale delle forze canadesi dislocate nel Regno Unito (Overseas Headquarters, poi Canadian Military Headquarters), curando il trasferimento delle prime divisioni canadesi nel teatro di guerra europeo nonché il loro equipaggiamento e addestramento. Promosso maggior generale nel gennaio 1940, nel marzo dello stesso anno fu richiamato al National Defence Headquarters di Ottawa per assumere la direzione della sezione dedicata alla mobilitazione delle forze canadesi; il 22 luglio 1940 fu nominato Comandante dell'Esercito canadese (Chief of the General Staff) dal ministro della difesa James Ralston, da poco entrato in carica. Nella sua nuova veste, Crerar curò vari programmi per aumentare l'efficienza dello stato maggiore generale canadese oltre a varare piani d'emergenza per l'incremento dell'addestramento di ufficiali e soldati destinati alle forze d'oltremare. Crerar si disse favorevole all'invio di truppe canadesi anche nel teatro dell'oceano Pacifico e curò il dislocamento di un contingente di guarnigione a Hong Kong nel novembre 1941; tale contingente fu però interamente annientato nel dicembre seguente nel corso della battaglia di Hong Kong contro le forze giapponesi, generando controversie in Canada che tuttavia non toccarono Crerar.
Promosso tenente generale nel novembre 1941, Crerar tornò in Inghilterra nel dicembre dello stesso anno per poter assumere, su sua richiesta, il comando di un'unità operativa sul campo: designato inizialmente al comando della 2nd Canadian Infantry Division, non assunse mai questo incarico ma nell'aprile 1942 gli fu assegnata la guida del I Canadian Corps in sostituzione del generale Andrew McNaughton, passato a comandare la First Canadian Army di recente formazione. Crerar curò quindi l'addestramento e la formazione delle forze canadesi nel Regno Unito, rimaste del tutto inoperose fino al raid su Dieppe del 19 agosto 1942: il grave fallimento dell'azione, costato la perdita di alcune migliaia di soldati canadesi, portò a varie critiche e recriminazioni, sebbene nessun ufficiale del I Canadian Corps avesse avuto voce in capitolo sull'organizzazione del raid; Crerar cercò tuttavia di trarre qualche utile lezione per il futuro da questo fallimento. La mancanza di esperienza sul campo rappresentava il punto debole delle forze canadesi, così Crerar acconsentì nel novembre 1943 all'invio dell'intero I Canadian Corps nel teatro di guerra del Mediterraneo, entrando il linea sul fronte italiano sotto l'egida della Eighth Army britannica; durante il suo periodo di permanenza in Italia, durato del resto solo pochi mesi, Crerar stesso non ebbe tuttavia modo di comandare le sue forze in particolari operazioni belliche.

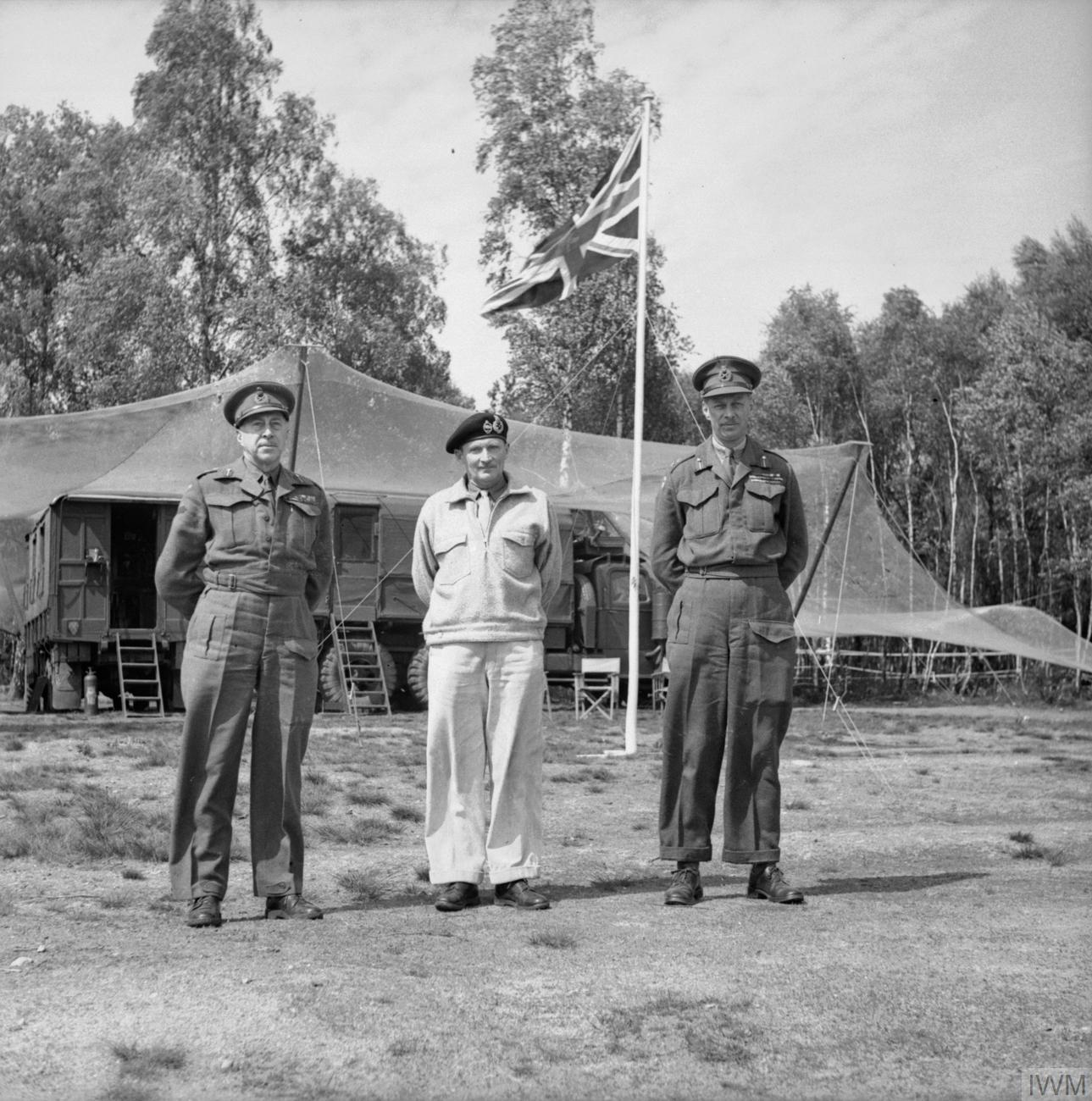
Il feldmaresciallo Montgomery (al centro) con due dei suoi principali comandanti d'armata subordinati: il canadese Crerar (a sinistra) e il britannico Miles Dempsey (a destra)

Dopo che McNaughton fu richiamato in Canada, a causa di contrasti sulla diversione di forze canadesi nel teatro del Mediterraneo e di dubbi sulle sue capacità di comando, Crerar fu rimandato ancora una volta nel Regno Unito per assumere, dal marzo 1944, il ruolo di comandante della First Canadian Army con il grado di generale. Crerar ebbe infine il modo di guidare forze in battaglia nel luglio dello stesso anno, quando la First Canadian Army fu inserita nello schieramento degli Alleati impegnato nella battaglia di Normandia: dispiegata sul lato orientale della testa di ponte alleata in Normandia sotto la direzione del 21st Army Group del feldmaresciallo Bernard Law Montgomery, la First Canadian Army assunse la direzione strategica delle operazioni offensive anglo-canadesi nel settore di Caen, contribuendo quindi in agosto alla chiusura della sacca di Falaise in cui rimasero intrappolate varie migliaia di soldati tedeschi. Nel settembre 1944 la First Canadian Army diresse l'eliminazione delle sacche di resistenza tedesche lungo la sponda meridionale del canale della Mannica, ma in ottobre Crerar cadde gravemente ammalato e fu temporaneamente sostituito al comando dell'armata dal generale Guy Simonds, che la guidò nel corso della successiva battaglia della Schelda. Crerar tornò alla guida dell'armata in novembre, quando la First Canadian Army si era attestata in posizione difensiva nei Paesi Bassi meridionali.
Dopo una stasi delle operazioni data dal periodo invernale, la First Canadian Army si vide assegnare un ruolo centrale nel corso della successiva campagna della Renania: rinforzata con unità britanniche aggiuntive, l'armata doveva muovere all'assalto della Renania settentrionale a partire dal confine meridionale tedesco-olandese, lungo la stretta striscia di terreno compresa tra la Mosa e il Reno; con quasi 450 000 uomini posti sotto il suo comando per l'operazione, Crerar fu alla guida del più grande esercito mai comandato da un ufficiale canadese. L'offensiva si aprì l'8 febbraio 1945 (operazione Veritable), degenerando subito in una difficilissima battaglia di logoramento nel mezzo dei fitti boschi della Klever Reichswald; dopo essersi aperto un varco nelle difese tedesche allestite nella foresta, Crerar rilanciò l'offensiva sferrando una nuova spallata il 26 febbraio (operazione Blockbuster), ottenendo infine lo sfondamento che portò alla cacciata delle forze tedesche dalla riva occidentale del Reno. Benché l'offensiva si fosse conclusa con una vittoria per gli Alleati, l'operato di Crear come comandante sul campo non fu giudicato come particolarmente positivo: considerato un ottimo ufficiale di stato maggiore, Crear era però visto come un mediocre comandante operativo e Montgomery ebbe sempre poca fiducia nelle sue capacità. Gli ultimi mesi di guerra videro infine la First Canadian Army partecipare alla proiezione delle forze alleate oltre il Reno e alla penetrazione verso nord alla volta dei Paesi Bassi settentrionali; pochi mesi dopo la conclusione della guerra nel maggio 1945, il comando della First Canadian Army fu disattivato e Crerar fece ritorno in Canada, dove il 30 luglio 1945 si ritirò dal servizio attivo.

### Nel dopoguerra
Nell'ottobre 1946 Crerar lasciò l'Esercito per andare a ricoprire una serie di incarichi diplomatici: nell'agosto 1947 fu capo della missione canadese incaricata di partecipare alla stesura del trattato di pace tra gli Alleati e l'Impero giapponese, per poi assumere varie cariche di natura diplomatica in Cecoslovacchia, Paesi Bassi e Giappone. Nel giugno 1952 ricoprì l'incarico onorifico di aiutante di campo generale della neo-incoronata regina Elisabetta II del Regno Unito. Crerar morì quindi all'età di 76 anni il 1º aprile 1965 nella sua casa di Ottawa.